# V-92
El V-92S (del ruso: B-92C) es un motor diésel de tipo policarburante diseñado por la firma ChTZ. Es un motor de refrigeración líquida con sobrealimentación. Tiene un sistema de alimentación por inyección directa de combustible y está totalmente equilibrado dinámicamente. Desarrolla una potencia de hasta 736 kilovatios (1001 CV) a 2.000 revoluciones por minuto, y está diseñado para ser instalado tanto en tractores, maquinarias de construcción y camiones de alta capacidad, así como en los tanques T-90, del cual es el propulsor principal. El sistema de evacuación de sus gases se suele situar una tubería lateral, lo que reduce el calentamiento de la caja y la firma térmica, un elemento crucial para hacer indetectable al tanque ante los sistemas de reconocimiento de los tanques enemigos, y usado comúnmente para la orientación de misiles y otras armas a base de sensores IR. En los componentes del motor se usan aleaciones y metales como el aluminio, usado en la construcción del cárter, así como en el bloque de bancaje, y en sus pistones (AK12D). Las válvulas son de la referencia 40H1OS2M hechas en aleación de acero al cromo-molibdeno.
En 2000 la ChTZ había completado de forma exitosa un nuevo tipo de motor en base al diseño del bloque B-92, el  motor GSI.

## Variantes
- B-92 - Diseño original.

- B-92C1 - Diseño del bloque para alojarse en las topadoras de la ChTZ
- B-92C2 - Diseño del bloque para ser reforzado y en donde se incrementa su fuerza tractora. En uso por el tanque T-90.

## Especificaciones
- Sistema de Carburación: Inyección directa.[1]
- Potencia del motor sin resistencia en la entrada y la salida: 736 kilovatios (1001 CV)[1]
- Margen de par motor: 25%[1]
- Consumo específico de combustible: 212 g / kWh (156 g / hp * H).[1]
- Peso: 1020[1]
- Potencia específica: 0,72 kW / kg (0,98 CV / kg.)[1]
- Diámetro (cilindro): 150 mm[1]
- Longitud x Carrera del pistón/cilindro:[1]

- Barra principal: 180,0 mm
- Barra de remolque: 186,7 mm

- Temperatura mínima de arranque del motor fiable sin precalentamiento: -20 °C.[1]
- Temperatura ambiente admisible: de -50 a + 50 °C.[1]
- Humedad relativa: hasta un 98% a + 20 °C.[1]
- Altura de funcionamiento admisible sobre el nivel del mar hasta 3.000 m[1]